# Daniel Castellani
Daniel Jorge Castellani (Buenos Aires, 21 maart 1961) is een voormalig volleyballer uit Argentinië, die na zijn actieve loopbaan het trainersvak instapte. Zijn zoon Iván (1991) was als volleyballer actief op de Olympische Spelen 2012 in Londen, Groot-Brittannië.
Als speler nam Castellani tweemaal deel aan de Olympische Spelen (1984 en 1988) en bij zijn laatste olympische optreden in Seoul won hij de bronzen medaille met de nationale ploeg.
Hij was zes jaar (1993-1999) bondscoach van de mannenploeg van zijn vaderland en leidde de nationale selectie onder meer naar de gouden medaille bij de Pan-Amerikaanse Spelen in Mar del Plata. Later was hij ook bondscoach van Polen (2009-2010) en Finland (2011-2012).
| Logo van de Olympische Spelen | Goud | Zilver | Brons | Logo van de Olympische Spelen |
|                               | 0    | 0      | 1     |                               |

- Virtual International Authority File: 7829151778236018130001